# Ruinele circulare
„Ruinele circulare” (spaniolă Las ruinas circulares) este o povestire fantastică de Jorge Luis Borges. Povestirea a apărut în decembrie 1940 în revista Sur și a fost inclusă în 1941 în colecția de povestiri Grădina potecilor ce se bifurcă (spaniolă El jardín de senderos que se bifurcan) și în 1944 în colecția de povestiri Ficțiuni (spaniolă Ficciones).

## Prezentare
„Ruinele circulare” prezintă într-un mod foarte serios tehnica și peripețiile, eșecurile și dificultățile prin care trece un om în timp ce se concentrează să-și imagineze cu precizie organele corpului uman și să dea imaginației sale o imagine concretă. Totul pentru a reuși să creeze un alt om prin forța gândurilor, fără să își dea seama că el însuși nu este un om real, ci o plăsmuire asemănătoare creată de o a treia persoană.

## Vezi și
- La vida es sueño, o piesă de teatru spaniolă din 1635 de Pedro Calderón de la Barca - cu o temă similară